# Unterseeboot UB-57
Pour les autres navires du même nom, voir Unterseeboot 57.
L'Unterseeboot UB-57 est un sous-marin (U-Boot) allemand de type UB III utilisé par la Kaiserliche Marine pendant la Première Guerre mondiale. Il est mis en service dans la flottille des Flandres de la marine impériale allemande le 30 juillet 1917.
Il opéra dans le cadre de la flottille des Flandres basée à Zeebruges. L'UB-57 a été coulé à 23 h 00 le 14 août 1918 à 51° 56′ N, 2° 02′ E après avoir heurté une mine. 34 membres d’équipage ont perdu la vie dans le naufrage.
L'épave est formellement identifiée en 2025

## Conception
Comme tous les sous-marins de type UB III, l'UB-57 avait un déplacement de 516 tonnes en surface et de 646 tonnes en immersion. Ses moteurs lui permettaient de naviguer à 13,4 nœuds (24,8 km/h) en surface et à 7,8 nœuds (14,4 km/h) en immersion. Il avait une autonomie de 9020 milles marins (16710 km) à sa vitesse de croisière. L'UB-57 transportait 10 torpilles et était armé d’un canon de pont de 8,8 cm. L'UB-57 avait un équipage pouvant compter jusqu’à 3 officiers et 31 hommes. 

## Carrière
L'UB-57 a été construit par AG Weser à Brême. Après un peu moins d’un an de construction, il a été lancé à Brême le 21 juin 1917. Il a été mis en service plus tard la même année sous le commandement du capitaine Otto Steinbrinck.

## Affectations
- Flottille Flandern I : du 20 septembre 1917 au 14 août 1918

## Commandants
- Kapitänleutnant Otto Steinbrinck : du 3 juillet 1917 au 1er janvier 1918
- Oberleutnant zur See Johannes Lohs : du 2 janvier au 14 août 1918[2]

## Navires coulés
| Date             | Nom                   | Nationalité    | Tonnage | Destin.   |
| ---------------- | --------------------- | -------------- | ------- | --------- |
| 7 octobre 1917   | Alcyone               | United Kingdom | 116     | Coulé     |
| 11 octobre 1917  | Joshua                | United Kingdom | 60      | Coulé     |
| 20 octobre 1917  | Leander               | Norvège        | 2968    | Coulé     |
| 20 octobre 1917  | Nitedal               | Norvège        | 1714    | Coulé     |
| 22 octobre 1917  | Novillo               | Danemark       | 2336    | Coulé     |
| 23 octobre 1917  | Seistan               | United Kingdom | 4238    | Coulé     |
| 23 octobre 1917  | Tredegar Hall         | United Kingdom | 3764    | Coulé     |
| 22 novembre 1917 | Krosfond              | Norvège        | 1707    | Coulé     |
| 24 novembre 1917 | Nyassa                | United Kingdom | 2579    | Coulé     |
| 27 novembre 1917 | Almond Branch         | United Kingdom | 3461    | Coulé     |
| 27 novembre 1917 | Eastfield             | United Kingdom | 2145    | Coulé     |
| 22 décembre 1917 | Mabel Baird           | United Kingdom | 2500    | Coulé     |
| 23 décembre 1917 | Vellore               | Norvège        | 1672    | Coulé     |
| 26 décembre 1917 | Benito                | United Kingdom | 4712    | Coulé     |
| 26 décembre 1917 | Tregenna              | United Kingdom | 5772    | Coulé     |
| 28 décembre 1917 | Clara                 | United Kingdom | 2425    | Coulé     |
| 29 décembre 1917 | Tiro                  | Norvège        | 1442    | Coulé     |
| 5 février 1918   | Alamance              | United States  | 4455    | Coulé     |
| 6 février 1918   | Westmoreland          | United Kingdom | 9512    | Endommagé |
| 7 février 1918   | Ardbeg                | United Kingdom | 227     | Coulé     |
| 7 février 1918   | Ben Rein              | United Kingdom | 212     | Coulé     |
| 7 février 1918   | Limesfield            | United Kingdom | 427     | Coulé     |
| 12 février 1918  | Eleanor               | United Kingdom | 1980    | Coulé     |
| 12 février 1918  | Polo                  | United Kingdom | 1383    | Coulé     |
| 14 février 1918  | Carlisle Castle       | United Kingdom | 4325    | Coulé     |
| 14 février 1918  | War Monarch           | United Kingdom | 7887    | Coulé     |
| 17 mars 1918     | Anne Yvonne           | France         | 102     | Coulé     |
| 17 mars 1918     | Arvor                 | France         | 52      | Coulé     |
| 17 mars 1918     | Beata                 | France         | 102     | Coulé     |
| 19 mars 1918     | Luxor                 | United Kingdom | 3571    | Coulé     |
| 23 mars 1918     | Sequoya               | United Kingdom | 5263    | Endommagé |
| 29 mars 1918     | India                 | Portugal       | 5990    | Endommagé |
| 29 mars 1918     | T. R. Thompson        | United Kingdom | 3538    | Coulé     |
| 31 mars 1918     | Alcinous              | United Kingdom | 6743    | Endommagé |
| 31 mars 1918     | Excellence Pleske     | United Kingdom | 2059    | Coulé     |
| 29 avril 1918    | Australier            | United Kingdom | 3687    | Coulé     |
| 29 avril 1918    | Broderick             | United Kingdom | 4321    | Coulé     |
| 29 avril 1918    | La Somme              | France         | 1477    | Coulé     |
| 30 avril 1918    | Ella Sayer            | United Kingdom | 2549    | Coulé     |
| 30 avril 1918    | Umba                  | United Kingdom | 2042    | Coulé     |
| 1 mai 1918       | Canonesa              | United Kingdom | 6683    | Endommagé |
| 2 mai 1918       | Unity                 | United Kingdom | 1091    | Coulé     |
| 22 mai 1918      | Red Rose              | United Kingdom | 423     | Coulé     |
| 23 mai 1918      | HMS Moldavia          | Royal Navy     | 9500    | Coulé     |
| 26 mai 1918      | Kyarra                | United Kingdom | 6953    | Coulé     |
| 27 mai 1918      | Joseph Simone         | France         | 8       | Coulé     |
| 27 mai 1918      | Petit Georges         | France         | 10      | Coulé     |
| 27 mai 1918      | Souvenir de Ste Marie | France         | 7       | Coulé     |
| 30 mai 1918      | War Panther           | United Kingdom | 5260    | Endommagé |
| 31 mai 1918      | Galileo               | United Kingdom | 6287    | Endommagé |
| 30 juin 1918     | Wilton                | United Kingdom | 4281    | Endommagé |
| 2 juillet 1918   | Royal Sceptre         | United Kingdom | 3858    | Endommagé |
| 2 juillet 1918   | Shirala               | United Kingdom | 5306    | Coulé     |
| 6 juillet 1918   | Huntscraft            | United Kingdom | 5113    | Endommagé |
| 5 août 1918      | Tuscan Prince         | United Kingdom | 5275    | Endommagé |
| 8 août 1918      | Clan Macvey           | United Kingdom | 5815    | Coulé     |
| 9 août 1918      | Glenlee               | United Kingdom | 4915    | Coulé     |